# 親密關係 (電影)
是一部1983年的愛情片，導演是詹姆斯·L·布魯克斯，改編自拉里·麦克默特里的小說，由莎莉·麥克琳、黛博拉·溫姬、傑克·尼科爾森演出。電影主要是在描述奥罗拉·格林威（莎莉·麥克琳飾演）和女兒愛瑪（黛博拉·溫姬飾演）之間及他們和周遭的人的感情。此片在1996年有拍攝續集《親密關係1997》，由莎莉·麥克琳及傑克·尼科爾森演出。
《親密關係》一片獲得五座奧斯卡金像獎，包括最佳影片獎、最佳導演獎、最佳改編劇本獎及女主角莎莉·麥克琳的最佳女主角獎，也獲得四座金球獎。

## 劇情
奥罗拉·格林威（莎莉·麥克琳飾演）和愛瑪（黛博拉·溫姬飾演）是一對渴望愛的母女。在愛瑪還是嬰兒的時候，奥罗拉在她熟睡時會因著確認是否有呼吸，而緊貼著愛瑪，直到愛瑪哭泣才放心下來。
影片描述這對母女多年尋找生活目的及尋找快樂的過程。愛瑪長大後和Flap Horton（傑夫·丹尼爾飾）結婚，後來和丈夫遷往外地，Flap Horton原來是研究生，後來在學校教書，他和愛瑪有三個小孩，但婚姻中已沒有了愛情，愛瑪後來愛上了銀行職員Sam Burns（约翰·利特高飾）。奥罗拉的丈夫已經過世，在愛瑪和她同往時就已有許多的仰慕者，愛瑪結婚後，奥罗拉愛上了她的鄰居－：一個退休的太空人加勒特·希里德洛夫（傑克·尼科爾森飾）。
Flap Horton和一個女學生有曖昧關係，愛瑪發現之後就離開他，帶著小孩回到奥罗拉身邊。但愛瑪和小孩的出現嚇壞了加勒特，他重新思考和奥罗拉的關係，後來以分手收場。愛瑪試著要和Flap和解，承認他們都有錯，愛瑪結束她和山姆的關係，但後來發現Flap瞞著她，仍然和女學生來往。
愛瑪在一次例行性的檢查後發現罹患惡性腫瘤，經過了幾次療程，確認是腫瘤末期，已無法治癒。Flap和奥罗拉在病房一起陪著愛瑪。愛瑪和Flap長談之後（Flap當時也懷疑愛瑪對他不忠，但愛瑪不知道），他們再度和解，愛瑪和她的小孩說話，說她愛他們，而且即使他們不承認，她也知道他們也愛她。
奥罗拉晚上在病房陪伴著愛瑪，愛瑪最後看了奥罗拉一眼然後過世，奥罗拉是唯一在愛瑪臨終時陪伴著她的人。
影片的最後，愛瑪和奥罗拉的朋友和家人聚在奥罗拉的家中，哀悼愛瑪的過世。加勒特握著湯米（愛瑪的大兒子）的手，談著游泳、棒球及太空人的事，從哀悼的人群中走開。Flap安慰他的小兒子。影片的最後一個畫面是奥罗拉抱著她的外孫女梅拉尼。

## 票房
此片的票房相當成功，在首映當週就已經有340萬美元的票房，名列第二名，第二週又有310萬美元的票房，名列第一名。三週後又名列第一，票房900萬美元。之後連續四週是票房第一名，最後在第十一週又是第一名，票房300萬美元，之後聲勢才慢慢下滑。此片在美國的票房共計美金108,423,489元。

## 評論
電影評論家對本片的評價大都不錯，在爛番茄網站中有88%的正面評價。評論家Gene Siskel給予此片高度熱情的回響，並準確地預測本片會成為1983奧斯卡的最佳影片。不過劇作家 Rebecca Gilman 曾經用輕蔑的態度提到本片：
「看看《親密關係》這部片，我們一直看，一直看，但其實裡面沒有可稱為劇情的東西，然後，哦！她得癌症了，當劇中人不知道要作什麼時，總是會出現這麼的情節，我認為這算是一個通往悲劇的捷徑。」

## 獎項
本片獲得了五項奧斯卡金像獎及四項金球獎。
- 第56屆奧斯卡金像獎
  - 得獎：最佳影片、最佳導演、最佳改編劇本、最佳女主角（莎莉·麥克琳）、最佳男配角（傑克·尼科爾森）。
  - 提名：最佳女主角（黛博拉·溫姬）、最佳男配角（約翰·利特高）、最佳原創音樂、最佳藝術指導、最佳混音、最佳剪接。

- 第41屆金球獎
  - 得獎：最佳戲劇類電影、最佳劇本、最佳戲劇類女主角：（莎莉·麥克琳）、最佳男配角。
  - 提名：最佳導演、最佳女主角（黛博拉·溫姬）。

- 第49屆紐約影評人協會獎
  - 得獎：最佳影片、最佳女主角、最佳男配角。

- 第9屆洛杉磯影評人協會獎
  - 得獎：最佳影片、最佳導演、最佳劇本、最佳女主角、最佳男配角。

- 其他
  - 第18屆美國影評人協會獎：最佳女主角、最佳男配角。
  - 第38屆英國電影學院獎：最佳女主角。

## 外部連結
- 開眼電影網上《親密關係》的資料（繁體中文）
- 豆瓣电影上《母女情深》的資料 （简体中文）
- 时光网上《母女情深》的資料（简体中文）
- AllMovie上《親密關係》的资料（英文）
- 爛番茄上《親密關係》的資料（英文）
- Box Office Mojo上《親密關係》的資料（英文）
- TCM电影资料库上《親密關係》的资料（英文）
- Metacritic上《親密關係》的資料（英文）
- 互联网电影数据库（IMDb）上《親密關係》的资料（英文）